# ژتون

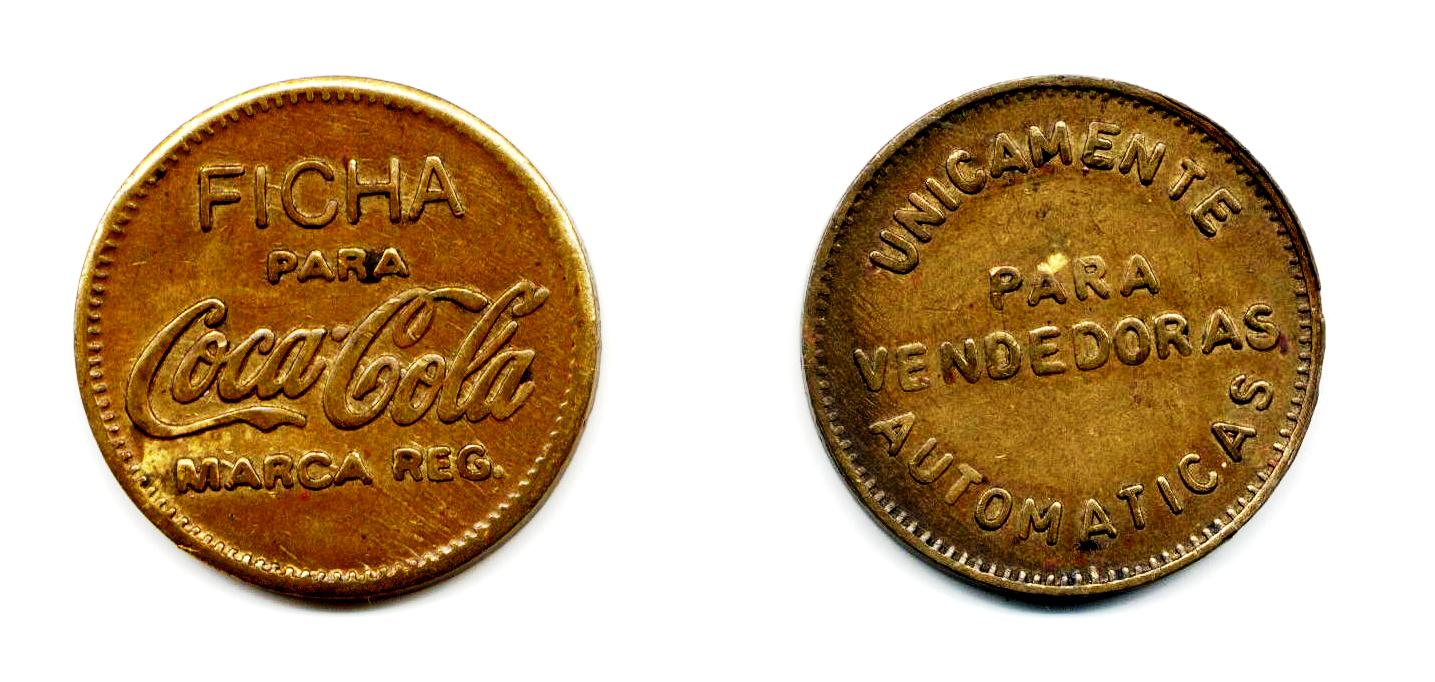
ژتون برای ماشین فروش خودکار کوکاکولا

ژتون به تکه یا پولک فلزی، کاغذی، پلاستیکی و … می‌گویند که به جای پول داد و ستد می‌شود. ژتون فلزی معمولاً مانند سکه دایره شکل است و روی آن نام مؤسسه و مبلغ یا ارزش حک شده‌است. در مواردی نیز مورد مصرف ژتون روی آن حک می‌شود مانند ژتون گوشت، ژتون نان.
در گذشته ژتون کاربردهای زیادی داشت و می‌توان گفت ابزاری بود برای استفاده در اتوماسیون مجامع کوچک شهری و سازمانی مانند مراکز تفریحی، شهربازی‌ها، کازینوها، غذاخوری‌های موسسات و سازمان‌ها، راه‌آهن‌ها، خطوط اتوبوسرانی و تاکسیرانی، فروشگاه‌های زنجیره ای، فروشگاه‌های مصرف موسسات و سازمان‌ها، تلفن‌ها، کارواش‌ها و…

## تاریخچه
هنگامی که ژتون برای اولین بار در فرانسه در قرون وسطی ظاهر شد، از آن به عنوان ابزاری برای محاسبه استفاده می‌شد. در واقع، با وجود معرفی اعداد عربی به اروپا در قرن سیزدهم، اعداد عربی تا قرن شانزدهم استفاده نمی‌شدند. آنگاه مرسوم بود که سکه‌های مسی یا برنجی را روی لوح مخصوصی به نام چُتکه می‌انداختند که به خطوط افقی و عمودی تقسیم می‌شد (از اینجا اصطلاح ژتون jeton در فرانسه باب شد، از فعل jeter انداختن). با عبور از یک ستون به ستون دیگر در صفحه ای شطرنجی، ژتون‌ها بدین ترتیب مقادیر جدیدی به دست می‌آوردند. تعداد اصطلاحات حاصل از این عملیات نیز جالب توجه است: کلمه پیشخوان (فرانسوی comptoir) در واقع میز قرارگرفتن صفحه شطرنجی بود و میز تحریر (فرانسوی bureau) از پارچه ای می‌آید که پیشخوان را می‌پوشاند. چنان‌که از نسخ خطی آن زمان بر می‌آید، این سیستم شمارش در مدرسه تدریس می‌شد.

## گالری

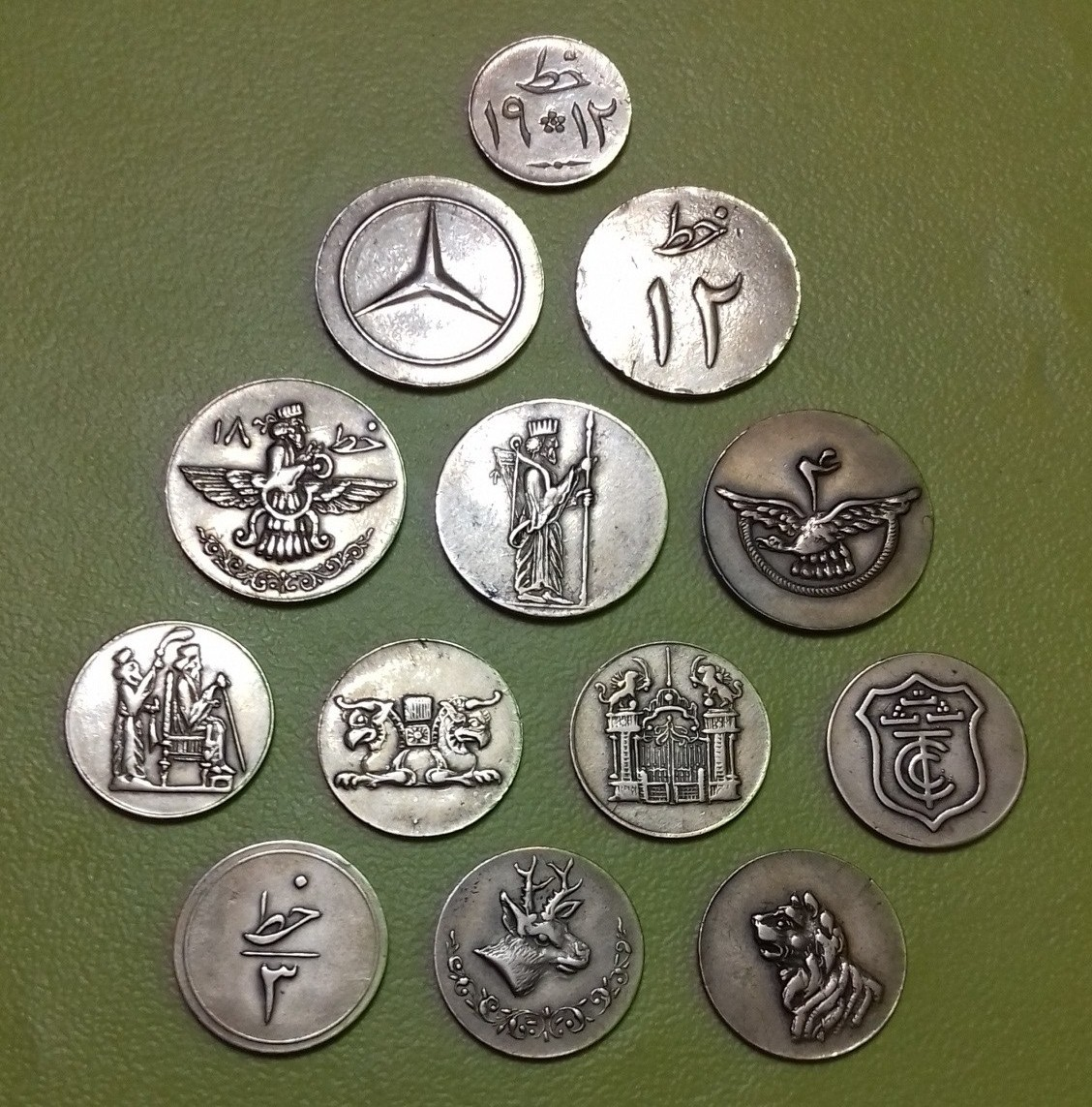
ژتون‌های ویژه خطوط اتوبوسرانی در تهران. دوره پهلوی
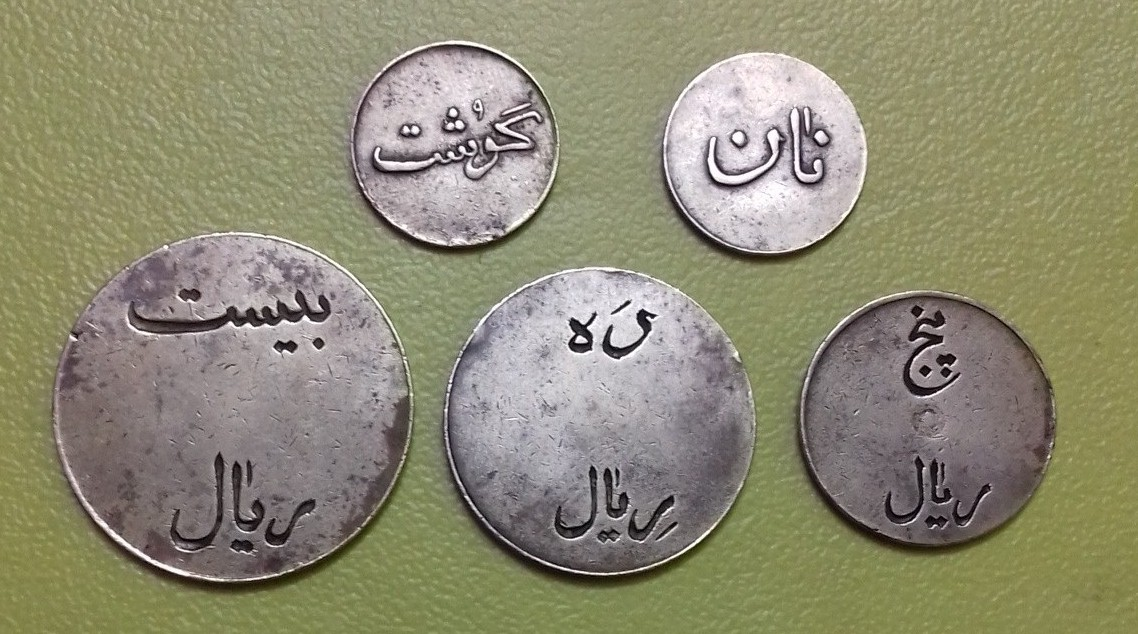
ژتون‌های شرکت تعاونی راه‌آهن بندر شاه. ویژه قحطی در جنگ جهانی دوم. دوره پهلوی
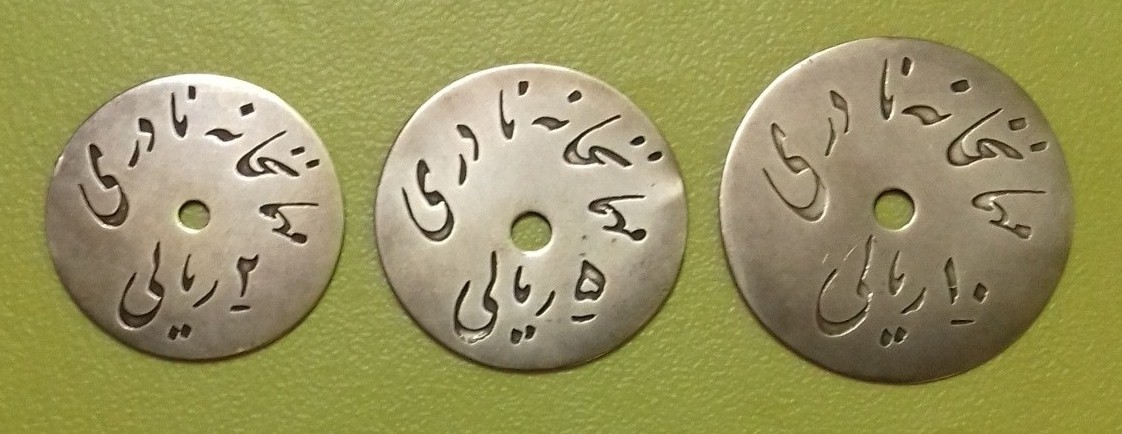
ژتون‌های مهمانخانه نادری، دوره پهلوی.